# エルト・エ・カッソ
エルト・エ・カッソ（伊: Erto e Casso）は、イタリア共和国フリウリ＝ヴェネツィア・ジュリア州ポルデノーネ県にある、人口約400人の基礎自治体（コムーネ）。

## 地理

### 位置・広がり
ポルデノーネ県の西北部、ヴァイオント谷 (it:Valle del Vajont) に位置する。ベッルーノから北東へ約20km、県都ポルデノーネから北北西へ約41km、州都トリエステから北西へ約129kmの距離にある。
フリウリ＝ヴェネツィア・ジュリア州の最西端であり、コムーネ西側の山々はヴェネト州との境界となっている。

#### 隣接コムーネ
隣接するコムーネは以下の通り。BLはベッルーノ県（ヴェネト州）所属。
- ペラローロ・ディ・カドーレ (BL)  - 北
- チモラーイス - 東
- クラーウト - 南東
- アルパゴ (BL) - 南
- ソヴェルゼネ (BL) - 南西
- ロンガローネ (BL) - 西
- オスピターレ・ディ・カドーレ (BL) - 北西

### 地勢
ヴァイオント谷を形成するヴァイオント川 (it:Vajont (torrente)) は、狭い峡谷を経て西のピアーヴェ川に注いでおり、この峡谷を堰きとめてヴァイオント・ダムが作られていた。ヴァイオント湖はダム湖の名残りである。谷は標高2000mを越える高山に囲まれており、東西に走る国道SS251が、東にサントズヴァルド峠（Passo di Sant'Osvaldo、827m）を越えてチモラーイス、西にピアーヴェ川沿いのロンガローネとを結んでいる。

### 気候分類・地震分類
エルト・エ・カッソにおけるイタリアの気候分類 (it) および度日は、zona F, 3757 GGである。
また、イタリアの地震リスク階級 (it) では、zona 2 (sismicità media) に分類される。

### 主要な集落
エルト・エ・カッソのコムーネはその名の通り、東部にあるエルト（Erto）と、西部にあるカッソ（Casso）という2つの分離集落（フラツィオーネ）からなる。二つの地区の中心集落はいずれもヴァイオント川の北側にあり、村の役場はエルトに置かれている。
エルトとカッソでは使われる言葉にも違いがあり、東のエルトではラディン語の方言が、西のカッソではベッルーノと同じヴェネト語の方言が話されていた。エルトは、現地エルトの方言では Nerto と呼ばれていた。カッソは、現地のカッソ方言では Cas と呼ばれるが、エルトの方言では Sciàs などの名で呼ばれ、古くは Chias などとも記録された。
- 災害を引き起こしたトック山の地滑り跡
- エルトの教会の鐘楼

## 歴史

### 近代まで
エルトにはローマ時代から人が暮らすようになったのが文書で確認でき、8世紀にはセスト・アル・レーゲナの領域に含まれた。カッソの集落ができたのはそれよりも新しく、11世紀のことである。
1950年代まで、この地の産業は伝統的な農業と、ささやかな交易によって成り立っていた。

### ヴァイオント・ダム災害
1950年代の終わり、アドリア電力会社（SADE） (it:Società Adriatica di Elettricità) が、カッソの集落の下に巨大ダムを建設し、ヴァイオント谷を貯水池とする事業を行った。1960年、世界最大の高さ（堤高262m）を持つヴァイオント・ダムが竣工した。しかし、ダムの完成後しばしば地滑りが発生した。
1963年10月9日、集落の対岸にあるトック山 (it:Monte Toc) が大規模な地滑りを起こし、ダム湖に発生した津波が周辺の町や村を襲った。これにより、コムーネのダム湖南岸にあったピネダ（Pineda）、プラダ（Prada）、北岸にあったスペッセ（Spesse）、サン・マルティーノ（San Martino）などといった集落が破壊され、中心集落であるエルトとカッソの一部も打撃を受けた。ヴァイオントダム災害は、全体で2000人以上の犠牲が出たが、エルト・エ・カッソのコムーネは、347人の犠牲者を出した。

### 再建
災害発生後3日以内に、この村の人々は安全のために避難をし、ヴァイオント谷は3年間無人の谷となった。
この間、一部の村人はマニアーゴに定住した。ヴァイオント谷の人々が移り住んだこの地区は、1971年にヴァイオントという独立のコムーネになった。
残る人々は、避難から3年後、村への立ち入りが禁止されていたにもかかわらず帰還し、エルトとカッソの集落を復興した。1976年には、国家モニュメント（Monumento nazionale）として指定された。近年は "EcoMuseo Vajont: continuità di vita" を謳い、エコツーリズムの拠点となっている。
ジロ・デ・イタリア 2013では、ヴァイオントダムの事故から50周年を記念し、第11ステージのゴールにエルト・エ・カッソを、翌日の第12ステージのスタートにロンガローネを組み込んだ。

## 社会

### 人口

#### 居住地区別人口
国立統計研究所（ISTAT）によれば、2001年時点での居住地区（Località abitata）別の人口は以下の通り。
| 地区名          | 標高      | 人口 | 備考         |
| --------------- | --------- | ---- | ------------ |
| ERTO E CASSO    | 610/2668  | 424  |              |
| CASSO           | 950       | 35   |              |
| ERTO *          | 830       | 341  |              |
| Case Sparse     | -         | 48   |              |
| Lago del Vajont | 723       | -    | 人造湖       |
| Monte Borgà     | 1400/2228 | -    | 非居住の山地 |
| Monte Duranno   | 1600/2668 | -    | 非居住の山地 |
| Monte Toc       | 1100/1938 | -    | 非居住の山地 |
| Vajont          | 725/2460  | -    | 非居住の山地 |

- ISTATは人口統計上、家屋密度の高い centro abitato （居住の中心地区）、密度の低い nucleo abitato （居住の核となる地区）、まとまった居住地区を形成していない case sparse （散在家屋）の区分を用いている。上の表で地名がすべて大文字で示されているものが centro abitato である。「*」印が付されているのは、コムーネの役場・役所 la casa comunale の置かれている地区である。

## 交通

### 道路
国道
- SS251  (it:Strada statale 251 della Val di Zoldo e Val Cellina) 
〔… - ロンガローネ〕 - カッソ - エルト - 〔チモラーイス - マニアーゴ - …〕